# Frías de Albarracín
Frías de Albarracín è un comune spagnolo di 154 abitanti situato nella comunità autonoma dell'Aragona.
Nel suo territorio comunale è situata la sorgente del Tago, il fiume più lungo della Penisola iberica.